# Студёный Поток (приток Гнилой Липы)
Студёный Пото́к (укр. Студений Потік) — река в Прикарпатье, на Западной Украине.
Берёт начало в селе Подусельна Львовской области, затем течёт по территории севера Ивано-Франковской области через сёла: Стратин, Добрынов, Пуков и впадает в реку Гнилая Липа недалеко от Рогатина. Высота устья — 234,8 м над уровнем моря.
Имеется левый приток — река Скалинок.